# جنید بن عبدالرحمان مری
جنید بن عبدالرحمن مُری الراعی (به عربی: الجنيد بن عبد الرحمن المري) از ۷۲۳ تا ۷۲۶ م فرماندار اموی سند و از ۷۲۹ تا ۷۳۴ فرماندار خراسان بود.

## سند
وی شروع به حمله به پادشاهی‌های هند کرد و پس از چیره شدن بر سند ، لشگرکشی‌هایی را به بخش‌های گوناگون هند ترتیب داد.
توجیه این بود که این سرزمین‌ها پیشتر به بن قاسم ادای احترام می‌کردند اما بعد متوقف می‌شد.
نخستین هدف الکیراج (احتمالاً درّهٔ کانگرا) بود که با گشایش آن به طور موثر پادشاهی را پایان داد.
یک لشکرکشی بزرگ در راجستان انجام شد که دربرگیرندهٔ مرماد (مارو-مالا ، در جیسلمیر و جوداپور شمالی) ، بیلامان (بهیلامالا یا بهینمال) و جورز (کشور گورجارا - راجستان جنوبی و شمال گجرات) بود.
نیروی دیگری علیه اوزاین (اوجائین) گسیل شد که به کشورش (آوانتی) حمله کرد و برخی از مناطق آن ویران شد (شهر بهاریماد).
ممکن است خود اوجائین گشوده نشده باشد. یک نیروی جداگانه نیز علیه مالبیبه (مالوا ، در خاور اوجائین) گسیل شد ، ولی فرجامش در تاریخ نیامده است و احتمالاً ناکام بوده است.

## خراسان
او سال ۱۱۱ قمری به فرمانداری خراسان گماشته شد. رویداد برجستهٔ فرمانداری او در خراسان ، جنگ گذرگاه است. سال ۱۱۵ نیز خلیفه او را برکنار کرد که شاید دلیلش نفرستادن پول‌های هنگفت به پایتخت بود. این تنگ‌دستی جنید برخاسته از بخشندگی‌اش در حق پناهندگان و سرایندگان یا هزینه‌های سربازان و خانواده‌های عربی که در خراسان می‌زیستند یا اوضاع نابسامان فرارود می‌توانسته باشد. همچنین شاید سرچشمهٔ ناخشنودی خلیفه و برکناری او چیرگی ترکان بر درّهٔ حاصل‌خیز زرافشان و درنتیجه قحطی ۱۱۵ خراسان بوده باشد.

## بن‌مایه
- همکاری‌کنندگان ویکی‌پدیا، «Al-Junayd ibn Abd al-Rahman al-Murri »، ویکی‌پدیای انگلیسی، دانشنامهٔ آزاد (بازیابی ۰۵ فروردین ۱۴۰۰)